# Rotterdam-Centrum
Rotterdam-Centrum è un distretto della città olandese di Rotterdam.

## Monumenti e luoghi d'interesse
- Markthal
- Euromast
- Beurstraverse
- Lijnbaan
- Coolsingel
- Erasmusbrug
- Willemsbrug
- Chiesa di San Lorenzo
- Biblioteca di Rotterdam
- Case cubiche di Piet Blom
- Schielandshuis

## Suddivisioni

### Quartieri
Il distretto è suddiviso nei seguenti quartieri:
- Oude Westen
- Stadsdriehoek
- Cool
- C.S. kwartier
- Nieuwe Werk (Scheepvaartkwartier)
- Dijkzigt